# Граведона ед Унити
Граведона ед Унити је насеље у Италији у округу Комо, региону Ломбардија.
Према процени из 2011. у насељу је живело 3697 становника. Насеље се налази на надморској висини од 234 м.

## Становништво
| 2011. |
| ----- |
| 4.209 |